# Aloe morijensis
Aloe morijensis é uma espécie de liliopsida do gênero Aloe, pertencente à família Asphodelaceae.